# Souleyman Sané
Souleyman Sané (Dakar, 26 februari 1961) is een voormalig Senegalees voetballer. Hij is de vader van voetballer Leroy Sané.

## Spelerscarrière

### Clubcarrière
Sané werd geboren als zoon van Senegalese diplomaten. Op vierjarige leeftijd verhuisde hij naar Frankrijk, waar hij zich aansloot bij voetbalclub Viry Sur-Sein.
In 1982 werd Sané opgeroepen om zijn legerdienst te vervullen. Als beloftevolle sporter mocht Sané volgens de wet dicht bij huis dienst doen, maar doordat de papieren daaromtrent niet tijdig bij de Franse voetbalbond raakten moest Sané voor zijn legerdienst naar het Zwarte Woud. Daar sloot hij zich aan bij FV Donaueschingen.
In Duitsland kwam hij op de radar van tweedeklasser SC Freiburg. Sané tekende er uiteindelijk zijn eerste profcontract en speelde drie seizoenen voor de club. In het seizoen 1987/88 werd hij met 21 doelpunten topschutter van de 2. Bundesliga. Dat leverde hem een transfer naar de Bundesliga op: eerst twee seizoenen bij 1. FC Nürnberg, dan vier seizoenen bij SG Wattenscheid 09.
Na de degradatie van Wattenscheid in 1994 trok Sané naar Oostenrijk. In zijn eerste seizoen werd hij daar in het shirt van FC Tirol Innsbruck al topschutter van de Bundesliga met 20 doelpunten. Nadat hij in Zwitserland ook nog uitkwam voor FC Lausanne-Sport keerde Sané in 1997 terug naar Wattenscheid, inmiddels een tweedeklasser. Na nog twee korte passages in Oostenrijk en Zwitserland vestigde Sané zich met zijn gezin in het Ruhrgebied, waar hij nog voor enkele amateurclubs uitkwam.

### Interlandcarrière
Sané speelde 55 interlands voor Senegal. Hij was actief op drie Afrika Cups (1990, 1992 en 1994).

## Trainerscarrière
Sané was van 2008 tot 2011 bondscoach van Zanzibar en was in het seizoen 2009/10 speler-trainer bij amateurclub DJK Wattenscheid.

## Privéleven
Sané is getrouwd met Regina Weber, een voormalig Duitse turnster die in 1984 een bronzen medaille won op de Olympische Spelen in Los Angeles. Samen hebben ze drie zonen: Kim, Leroy en Sidi. Leroy schopte het tot Duits international en ruilde in 2016 Schalke 04 in voor Manchester City.